# Eifelland
Eifelland var ett tyskt formel 1-stall som tävlade i början av 1970-talet. 

## Historik
Den tyska husvagnsfirman Eifelland Wohnwagenbau, eng. Eifelland Caravans, sponsrade i början av 1970-talet ett antal formel 3- och formel 2-stall. 1971 utökade man sponsringsprogrammet till formel 1 och köpte då en March 721 som man lät bygga om. Den nydesignade bilen, som benämndes Eifelland 21, hade ett futuristiskt men mindre lyckat chassi. Den debuterade säsongen 1972 med Rolf Stommelen som förare. Han deltog i åtta lopp och kom som bäst på tionde plats i Monaco 1972 och Storbritannien 1972. Att det inte blev fler tävlingar berodde på att husvagnsfirman såldes och de nya ägarna var inte alls intresserade av racing utan sålde bilarna.

## F1-säsonger
| Säsong | Tävlingsnamn            | Bil          | Motor                    | Däck | Poäng | VM-plac. | Förare         |
| ------ | ----------------------- | ------------ | ------------------------ | ---- | ----- | -------- | -------------- |
| 1972   | Team Eifelland Caravans | Eifelland 21 | Ford Cosworth DFV 3.0 V8 | G    | 0     | 10:a     | Rolf Stommelen |